# Sébastien Ministru
Sébastien Ministru, né le 19 février 1961 à Mons, est un journaliste littéraire et un chroniqueur radio belge.
Il est rédacteur en chef adjoint du magazine Moustique, qu'il a rejoint dès 1984 alors qu'il est encore aux études. Et dire qu'au lycée, à la récré, à 16 ans, Sébastien lisait Télé Star, le jour de sa sortie en kiosque, à l'époque, le mercredi.
Sa première expérience radio a lieu en 1998 sur Bruxelles-Capitale, où il signe son premier billet d'humeur dans l'émission de Jean-Pierre Hautier. Lors du lancement de Pure FM, Rudy Léonet lui demande de participer au magazine LGBT Bang Bang,. Il devient ensuite également chroniqueur radio tous les matins dans Snooze (présentée par Vanessa Klak, en compagnie de Greg Carette, Bouchra Bat et Pierre Scheurette), jusqu'à son départ de la RTBF en 2015.
Il est par ailleurs auteur de pièces de théâtre, il a collaboré plusieurs fois avec Laurence Bibot et a reçu le prix Ex-libris en 2002, récompense belge décernée au meilleur journaliste littéraire.

## Biographie
Sébastien Ministru grandit dans une famille d'immigrés italiens. Il perd sa mère tout jeune adolescent. Il fréquente l'Athénée Royal de Mons, le lycée de la rue de l'athénée d'où il sort diplômé en 1979. 

## Théâtre
- Un homard! Où ça ? (1999[1],[6])
- eXcit (2001[7])
- La Fête des mères (2005)
- Fever (2006)
- Cendrillon, ce macho ! (2008[8])
- Antoine Guillaume assume ! (2010, coécrit avec Antoine Guillaume[9])
- Ciao Ciao Bambino ! (2013[10])

## Filmographie
- 2004 : 3 garçons, 1 fille, 2 mariages, de Stéphane Clavier : un des amis militants de Laurent

## Roman
- Apprendre à lire, Éditions Grasset (1re éd. 2017), 160 p. (ISBN 978-2246813996).
- La garde-robe, Éditions Grasset (1re éd. 2021), 192 p. (ISBN 978-2246826361).